# Kon (landform)
Kon är en konisk landform av gyttja eller vulkaniskt material. Andra konformiga topografiska landformer är bland annat taluskon, sandvulkan och konvulkan.